# Slap (gmina Vipava)
Slap – wieś w Słowenii, w gminie Vipava. W 2018 roku liczyła 442 mieszkańców.